# 蝙蝠俠 (2022年電影)
《蝙蝠俠》（英語：The Batman）是一部於2022年上映的美國新黑色超級英雄電影，改編自DC漫畫旗下的同名超級英雄角色蝙蝠俠。本片由DC影業、和迪倫·克拉克製作公司聯合製作，並由華納兄弟負責發行，本片是繼《黑暗騎士三部曲》後第一部蝙蝠俠真人版獨立電影作品。電影由麥特·李維斯執導，他與彼得·克雷格共同擔當編劇，並由羅伯·派汀森、柔伊·克拉維茲、保羅·迪諾、傑佛瑞·懷特、約翰·特托羅、彼得·賽斯嘉、安迪·瑟克斯和柯林·法洛主演。本片與DC擴展宇宙設定於不同的世界，講述布魯斯·韋恩發現高譚市貪腐滋生，在他化身蝙蝠俠的第二年打擊犯罪的故事。
班·艾佛列克於2016年電影《蝙蝠俠對超人：正義曙光》中首次出演「蝙蝠俠」布魯斯·韋恩，隨後他與傑夫·強斯著手開發DC擴展宇宙中的蝙蝠俠獨立電影。除了領銜出演之外，班·艾佛列克有意擔任導演、編劇和製片人。2017年初，班·艾佛列克宣佈辭去導演和編劇職位，麥特·李維斯接替他執導影片並執筆劇本。李維斯表示故事將圍繞青年時期的布魯斯·韋恩展開，相比以往的蝙蝠俠系列電影，影片將會更專注於該角色的偵探方面。敘事風格參考亞佛烈德·希區考克及新好萊塢電影作品，並借鑒著名蝙蝠俠漫畫《蝙蝠俠：漫長的萬聖節》、《蝙蝠俠：元年》和《蝙蝠俠：自我》。2019年5月，羅伯·派汀森正式確認出演「蝙蝠俠」布魯斯·韋恩。主體拍攝於2020年1月在英國倫敦開機。3月，受2019冠狀病毒病疫情影響，華納暫停拍攝作業，於9月初恢復拍攝。但是在開拍三天之後，羅伯·派汀森確診感染2019冠狀病毒病，華納當即宣佈再次暫停拍攝作業。兩週之後派汀森康復，電影在英格蘭和芝加哥復拍，拍攝作業於2021年3月殺青。
《蝙蝠俠》原計劃於2021年6月25日在美國上映。受2019冠狀病毒病疫情影響，美國上映時間第二次被推遲至2022年3月4日。華納計劃繼續製作《蝙蝠俠》獨立電影宇宙，其中包含兩部續集電影、以及兩部處於開發階段的衍生影集，計劃於HBO Max首播。

## 劇情
高譚市的一個萬聖夜，現任市長小唐·米契爾被一名自稱「謎語人」的神秘罪犯在家中殺害，其在現場留下一系列指控米契爾“謊言連篇”的字眼。在城市高樓中隱居的億萬富翁布魯斯·韋恩，化身黑暗義警「蝙蝠俠」在高譚市出沒兩年，在詹姆斯·高登警督的傳喚下首次跟高譚市警察局合作查案，因謎語人在現場為蝙蝠俠留下暗藏玄機的訊息。然而警察局長皮特·薩瓦奇以及大部分警察不容許義警干預警方事務，蝙蝠俠靠隱形眼鏡錄下所需證據後返回自己在地下舊車站中建立的蝙蝠洞，隨後在管家阿福·潘尼沃斯的強求下返回社交生活中維持形象。沒過多久，薩瓦奇同樣慘死於謎語人之手。
蝙蝠俠和高登順著線索找到謎語人在米契爾豪車中留下的，內部存有米契爾陪同一名女子安妮卡·柯斯洛夫出入冰山俱樂部的照片。蝙蝠俠衝入俱樂部質問經營者企鵝人，其否認自己見過或認識安妮卡，蝙蝠俠偶然注意到女服務生瑟琳娜·凱爾，與安妮卡是室友兼摯友關係，持續觀察瑟琳娜發現她同是一名手段高超的竊賊。蝙蝠俠獲知安妮卡並非與案情有關，然而安妮卡隨即在家失蹤，瑟琳娜別無選擇之下跟蝙蝠俠合作尋找她，冒險進入俱樂部的地下私人包間中搜集情報。過程中，蝙蝠俠得知已故的米契爾、薩瓦奇等一眾高譚市政商名流，均跟企鵝人的幕後老闆、高譚犯罪領主卡麥·法爾康尼有勾結，其中包括地方檢察官吉爾·科爾森。由於找不到安妮卡下落，蝙蝠俠同時看出瑟琳娜與法爾康尼之間非比尋常的關係，質問之下導致瑟琳娜憤而與他切斷聯繫。
謎語人綁架科爾森並在他身上安置定時炸彈項圈，脅迫他開車衝入正在舉行米契爾追悼會的高譚市政廳。警察疏散現場後，蝙蝠俠親自趕到試圖解除炸彈，但謎語人以視訊及網路直播形式威脅科爾森一旦回答不出三個謎語則會喪命。蝙蝠俠協助科爾森答出前兩個謎語，以此證實科爾森長期以來的瀆職行為，然而最後的謎語則是要求透漏出協助警方破獲大毒梟薩爾瓦多·馬洛尼毒網的神秘線人名字，科爾森卻寧死不回答而當場送命。靠薩瓦奇命案現場的訊息，蝙蝠俠和高登一致認為神秘線人是企鵝人，便跟蹤企鵝人至河濱倉庫的毒品交易。兩人得知法爾康尼已接手馬洛尼的毒網，甚至受不少腐敗警察的掩護。瑟琳娜偷偷來到倉庫盜取現金，卻無意間找到慘遭滅口的安妮卡遺體而暴露眾人行蹤。瑟琳娜帶錢走為上策，蝙蝠俠驅車抓獲逃跑中的企鵝人，然而經過審問得知他並非線人。
蝙蝠俠和高登發現他們誤解訊息，經過重新調查找到由布魯斯已故父母湯瑪士和瑪莎·韋恩贊助的荒廢孤兒院，得知謎語人對韋恩家族抱有恩怨。深感不妙的蝙蝠俠火速趕回家，卻得知阿福受郵包炸彈襲擊而受傷住院。謎語人緊接著洩漏有關韋恩家族的驚人真相，揭示二十年前競選市長的湯瑪士被害前，曾私下委託過法爾康尼解決一位名叫愛德華·艾略特的記者，源於他查獲瑪莎·韋恩原先來自阿卡漢家族、且同樣罹患家族遺傳精神宿疾的醜聞。長期認為父親是正人君子的布魯斯瞬間被顛覆認知，本人會面法爾康尼證實一切後，回到醫院探望阿福並對峙。阿福澄清湯瑪士的所作所為都是為了保護家人，原先僅是希望法爾康尼恐嚇那名記者進行封口，卻未預料到法爾康尼對該記者下殺手。內疚的湯瑪士當時決定報警自首，卻在同一晚與妻子雙雙死於疑似由法爾康尼暗中主導的謀殺。
瑟琳娜向蝙蝠俠揭露法爾康尼實為自己的生父，另外找到安妮卡死前用手機保留的法爾康尼勒斃她的錄音罪證，源於米契爾無意間對她說出法爾康尼是線人的內幕。憤怒的瑟琳娜直接動身去殺法爾康尼，高登向媒體公開錄音證據而得到法爾康尼的逮捕令，蝙蝠俠及時趕到冰山俱樂部制止瑟琳娜殺人，最後將法爾康尼送出去交給警察。然而長期躲在俱樂部對街公寓中的謎語人，當場狙殺法爾康尼而使他橫屍街頭，隨後從容地面對警察逮捕，身份證實為法務會計師愛德華·奈許頓後被關入阿卡漢州立醫院。謎語人指名與蝙蝠俠會面，供述自己痛恨假借“城市更新”為由而將他們這群孤兒遺棄的韋恩家族及腐敗高層，甚至供述自己的犯罪手段都是以蝙蝠俠為榜樣。而蝙蝠俠不肯與他同流合污，卻獲悉謎語人仍留下一個自己還未破解的最後大計。
蝙蝠俠迅速回到被警方封鎖的謎語人住處找到藏於地毯下方的城市平面圖，獲知謎語人沿著城市海堤停靠七輛汽車炸彈，同時靠自己的網路社群召集一群追隨者，意圖刺殺當選新市長的貝拉·蕾爾。七處爆炸直接摧毀年久失修的海堤，導致整座高譚短時間內被海水淹沒，而舉行選舉的高譚廣場花園成為大眾避難所。蝙蝠俠與瑟琳娜聯手阻止多名謎語人追隨者行刺蕾爾，同時幫忙營救受困的市民，英勇之舉使城市正式將他譽為英雄。在阿卡漢看到新聞的謎語人大失所望，跟關在隔壁的“患者”結為同伴。隨著高譚淪為水下之都，企鵝人接管黑幫領導權，瑟琳娜認為高譚已無藥可救，與蝙蝠俠分道揚鑣而遷居州北。蝙蝠俠經此一役決定不再行使“復仇”，而是樹立一個“希望”象征。

## 演員
- 羅伯·派汀森 飾演 布魯斯·韋恩／蝙蝠俠（Bruce Wayne / Batman）

高譚市慈善家兼億萬富翁，韋恩企業現任繼承人。父母早逝為他留下巨大心理陰影，為保護高譚市免受不法分子的危害，韋恩偽裝成蒙面義警「蝙蝠俠」打擊犯罪。影片中的韋恩年約30歲，時值他化身蝙蝠俠的第二年，此時尚不成熟的他內心充滿怒火、行為我行我素，尚未成長為經驗豐富的超級英雄。派汀森稱蝙蝠俠相較於傳統的超級英雄有著更多缺點，蝙蝠俠作為失眠症患者，很難將蝙蝠俠人格與布魯斯·韋恩的公共身份區分開來，經常難以自制。
- 柔伊·克拉維茲 飾演 瑟琳娜·凱爾／貓女（Selina Kyle / Catwoman）

夜總會服務生，同時身為一名女竊賊，身手如貓一般靈敏，為了尋找失蹤的室友，與蝙蝠俠達成亦敵亦友的合作關係。柔伊·克拉維茲此前曾在2017年《樂高蝙蝠俠電影》中為貓女配音。她稱貓女和蝙蝠俠的關係類似於「犯罪同夥」，如同致命女郎般的存在，同時解釋貓女如同原作是一名雙性戀。
- 保羅·迪諾 飾演 愛德華·奈許頓／謎語人（Edward Nashton / Riddler）

一名頭腦卓越的法務會計師兼連環殺手，擅長策劃犯罪，喜歡在罪案現場留下謎題。孤兒出身的他遭受過不少傷害，多年來遷怒於高譚貪腐污吏的現狀，受蝙蝠俠的事跡所激勵而開始連環殺手之路。導演麥特·李維斯表示不同於以往改編作品，這次謎語人類似於現實中存在的黃道十二宮殺手，而謎語人在電影中首次出現於高譚。
- 傑佛瑞·懷特 飾演 詹姆斯·高登（Lt. James Gordon）

高譚市警察局警督，唯一與蝙蝠俠達成共識、彼此信賴的警察盟友。傑佛瑞·懷特是第一位出演該角色的有色人種。
- 約翰·特托羅 飾演 卡麥·法爾康尼（Carmine Falcone）

高譚市犯罪領主，心狠手辣，卻也為人低調、富有禮節，躲在幕後席捲高譚金錢權勢，同時會將犯罪競爭對手的勢力連根拔起，作為謎語人的主要目標。
- 彼得·賽斯嘉 飾演 吉爾·科爾森（Gil Colson）

高譚市地方檢察官，嚴重瀆職的司法人員。賽斯嘉認為該角色極不誠實且「令人反感」。
- 安迪·瑟克斯 飾演 阿福·潘尼沃斯（Alfred Pennyworth）

布魯斯的管家兼導師，韋恩夫婦死後擔起照顧布魯斯的使命，並不支持布魯斯打擊犯罪的決定，僅是勉強接受且配合。
- 柯林·法洛 飾演 奧斯華·「奧茲」·科波特／企鵝人（Oswald "Oz" Cobblepot / Penguin）

走路跛腳的黑幫幹部，擔任法爾康尼的左右手，幫他打理冰山俱樂部。身材矮胖、面相毀容導致形象類似企鵝，因此被稱為「企鵝人」。導演麥特·李維斯表示電影中該角色不喜歡這個綽號。柯林·法洛為此角色增重，並在演出時使用假體化妝。
潔米·勞森飾演高譚市市長候選人貝拉·蕾爾（Bella Reál），面對強大的競選對手，總能臨危不懼、善於隱藏情感。吉爾·佩雷斯-亞伯拉罕飾演高譚市警察馬丁內斯（Martinez）。彼得·麥當勞飾演腐敗的緝毒組警察威廉·肯西（William Kenzie）。艾力克斯·福恩斯出演高譚市警察局長皮特·薩瓦奇（Pete Savage）。康·奧尼爾飾演總警監麥肯錫·伯克（Mackenzie Bock）。魯伯·潘瑞-瓊斯飾演高譚市市長小唐·米契爾（Don Mitchell Jr.）。貝瑞·柯根於片尾客串飾演小丑，在片尾演員表中掛名為「未知名阿卡漢囚犯」（Unseen Arkham Prisoner）。
此外，查理和馬克斯·卡維爾飾演冰山俱樂部的看門人，在電影中稱為「雙胞胎」（The Twins）。漢娜·赫爾齊克（Hana Hrzic）飾演安妮卡·柯斯洛夫（Annika Koslov），瑟琳娜的俄裔室友。傑伊·呂庫戈（Jay Lycurgo）飾演片頭出現的年輕黑幫份子，呂庫戈在DC電視劇《泰坦》飾演蒂姆·德雷克。小田部阿基飾演在地鐵站受黑幫騷擾的乘客。桑德拉·狄金森飾演布魯斯·韋恩的女管家朵莉（Dory）。盧克·羅伯斯和史黛拉·史托克（Stella Stocker）飾演布魯斯的已故父母湯瑪士和瑪莎·韋恩。

## 製作

### 開發
2013年8月，班·艾佛列克被選為DC擴展宇宙中的「蝙蝠俠」布魯斯·韋恩的飾演者，他與華納兄弟影片簽訂出演至少三部影片的協議。艾佛列克在2016年電影《蝙蝠俠對超人：正義曙光》中首次出演該角色，並在同年上映的電影《自殺突擊隊》中客串出演，接著在2017年電影《正義聯盟》中最後一次飾演「蝙蝠俠」布魯斯·韋恩。2014年10月，華納透露有意製作一部以蝙蝠俠為主角的獨立電影，由艾佛列克領銜出演。2015年7月，消息稱班·艾佛列克將執導和主演這部獨立電影，並與傑夫·強斯共同編寫劇本。艾佛列克和強斯預計將於2015年夏完成劇本，影片將在艾佛列克完成電影《夜行人生》的工作後開啟製作。
2016年3月，《蝙蝠俠對超人：正義曙光》上映後，威廉·莫里斯奮進娛樂的聯合首席執行官帕特里克·懷特塞爾證實艾佛列克已經完成了蝙蝠俠電影劇本的創作，希望能夠被華納選中並執導影片。製片人傑夫·強斯表示《蝙蝠俠對超人：正義曙光》中隱約出現的羅賓的制服會在以後進行深入探討。2016年4月，在拉斯維加斯的電影博覽會上，時任華納首席執行官的凱文·辻原確認蝙蝠俠獨立電影正在製作中，由艾佛列克執導，並且表示工作室正在製作十部影片。5月，傑瑞米·艾朗確認出演阿福·潘尼沃斯。8月，傑瑞德·萊托有意在蝙蝠俠的獨立電影中繼續出演小丑。9月初，傑夫·強斯表示喬·曼根尼羅被選在DC擴展宇宙飾演喪鐘。9月底，班·艾佛列克確認J·K·西蒙斯出演詹姆斯·高登。10月，艾佛列克透露影片的暫定名稱為「蝙蝠俠」（The Batman）。但是稍後澄清說這部電影可能最終會有不同的標題。喬·曼根尼羅透露，電影最快有望於2017年春季開拍。12月，艾佛列克證實了電影定於2017年春季開始製作，影片有望於2018年推出。他在《吉米·坎摩爾直播秀》節目中再次證實了這個計劃。
2017年1月30日，艾佛列克宣佈辭去導演一職，他表示自己壓力過大，難以同時擔任導演和演員的工作，但繼續擔任製片人和編劇。麥特·李維斯、喬治·米勒、蓋文·歐唐納、丹尼·維勒納夫和馬特·羅斯均在候選導演之列。克里斯·泰瑞歐重寫並提交了修改後的劇本。2月10日，華納選定麥特·李維斯接替艾佛列克辭去的導演一職。《好萊塢報導》稱儘管此前雷利·史考特曾表示對執導超級英雄類型的電影不感興趣，他和費德·阿瓦雷茲亦有意執導本片。但李維斯於2月17日退出，並表示仍有再度與官方會談的空間。2月23日，麥特·李維斯再次確定執導本片。他隨後的聲明表示：「我從小就喜歡蝙蝠俠的故事。他是一個標誌性和引人注目的角色，深深地引起了我的共鳴。非常興奮以及榮幸能夠與華納兄弟合作，將這名『身著披風的十字軍戰士』以全新的情感和史詩感面貌展現於大銀幕上。」由於李維斯需要首先完成電影《猩球崛起：終極決戰》的製作，《蝙蝠俠》的開啟製作時間被推遲到2018年。8月，李維斯表示電影不會是DC擴展宇宙的一部分，僅僅是蝙蝠俠的獨立電影。但是第二天，他在推特上表示：「『蝙蝠俠』當然會是DC宇宙的一部分。」2018年8月2日，李維斯在電視評論家協會的夏季媒體見面會更新了工作進展，表示「正在努力在接下來的幾週內完成劇本初稿」，並希望能夠在2019年春或初夏正式開啟前期製作。麥特·李維斯與迪倫·克拉克擔當製片人。影片由DC影業和麥特·李維斯的公司聯合製作。

### 劇本
在艾佛列克創作的劇本中，影片故事發生在DC擴展宇宙中，時間在電影《蝙蝠俠對超人：正義曙光》和《正義聯盟》之後。艾佛列克表示劇本將呈現「幾乎原創」的故事，以漫畫中的元素作為創作來源，類似於查克·史奈德對《蝙蝠俠對超人：正義曙光》的改編處理。攝影指導羅伯特·理查德森透露，艾佛列克所完成的劇本設定於阿卡漢精神病院。喬·曼根尼羅表示艾佛列克的劇本具有「真正的黑暗風格」，喪鐘在其中扮演「恐怖電影中的反派角色」，殺死與蝙蝠俠親近的每個人，毀掉他的人生，類似於大衛·芬奇執導的1997年電影《致命遊戲》。在電影《正義聯盟》的片尾彩蛋中，喪鐘與傑西·艾森柏格飾演的雷克斯·路瑟的會面場景原是為引出《蝙蝠俠》故事所預留的伏筆。但艾森柏格的台詞被重寫，角色間談話的主題暗指不義聯盟。修改后的对白片段最后被收录于2017年院线版《正义联盟》中，而原版片段在2021年发行的导演剪辑版才得以重现，路瑟告訴喪鐘蝙蝠俠的真實身份是布魯斯·韋恩。
麥特·李維斯接替班·艾佛列克擔當編劇之後，艾佛列克的劇本被棄用，新的劇本將會從零開始重寫，以確保電影完全按照其意願拍攝，並透露需要一名更年輕的演員出演蝙蝠俠。李維斯創作的新劇本終稿於2019年1月完成，劇本改為聚焦蝙蝠俠作為義警的初期故事，故事情節涉及包括企鵝人在內的蝙蝠家族的多名敵人。電影類型定位為角色驅動型的黑色電影，相較於以前的蝙蝠俠系列电影，這部重啟的影片將更大程度地去探索蝙蝠俠作為世界上最偉大的偵探的經歷。影片將會專注於偵探方面，以受希區考克所影響的黑色電影風格來描述蝙蝠俠的心理及故事。李維斯表示電影風格冷峻寫實，這部偵探電影受到如《唐人街》、《霹靂神探》以及《計程車司機》等70年代電影的影響。儘管李維斯創作的劇本沒有基於特定的漫畫故事改編，他閱讀了喜歡的蝙蝠俠漫畫以啟發創作靈感。此外，劇本還借鑒了達溫·庫克和喬恩·巴布科克於2000年創作的故事單元《蝙蝠俠：自我》（Batman: Ego），這部漫畫講述布魯斯·韋恩如何面對蝙蝠俠這隻内心的野獸，以及内心的黑暗面和自我認知。同時參考1987年故事單元《蝙蝠俠：第二年》，電影時間背景設定於布魯斯·韋恩成為蝙蝠俠的第二年。雖然影片不是蝙蝠俠的起源故事，但其中的反派角色如同布魯斯·韋恩一樣均處於年輕時期，尚未成長為人們熟知的標誌性反派形象。
2020年8月22日，DC影業總裁沃爾特·濱田在線上漫展DC粉絲圓頂上透露《蝙蝠俠》與DC擴展宇宙電影設定於DC多元宇宙中不同的世界。2021年4月1日，《好萊塢報導》稱《蝙蝠俠》故事設定於「2號地球」。

### 前期製作

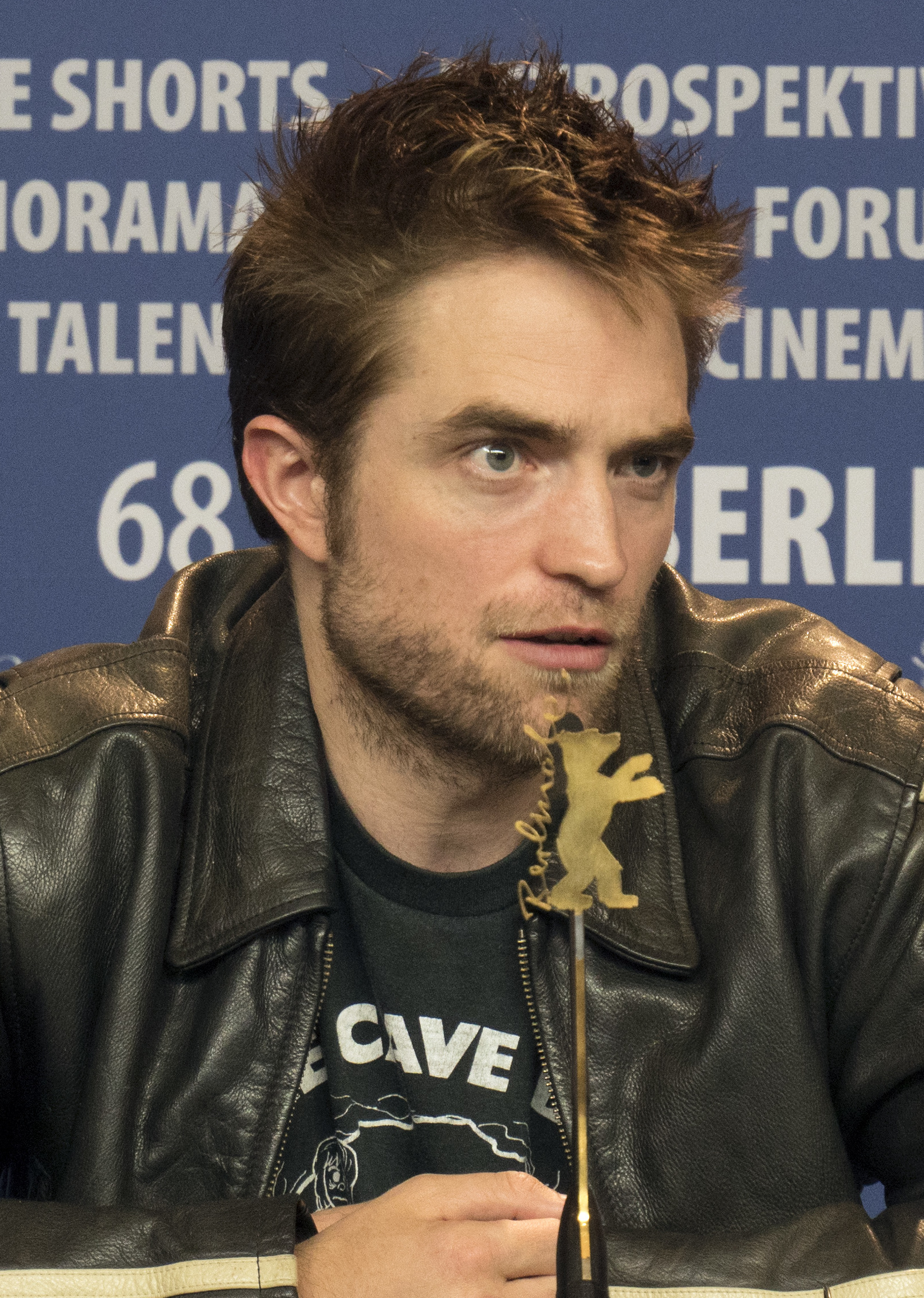
羅伯·派汀森領銜出演「蝙蝠俠」布魯斯·韋恩

2017年7月，《好萊塢報導》稱班·艾佛列克尚未決定是否繼續出演蝙蝠俠，華納正在尋找接替人選。同月，導演麥特·李維斯證實需要一名更年輕的演員出演蝙蝠俠。2018年8月，艾佛列克因酗酒接受康復治療，更加令人懷疑他是否能夠繼續出演。2019年1月底，班·艾佛列克宣佈將不再出演蝙蝠俠，仍擔任製片人。2020年2月，班·艾佛列克透露辭演是多種因素造成的，包括與珍妮佛·嘉納的婚姻破裂、《正義聯盟》曲折的製作過程、個人對該角色失去熱情以及酗酒問題等。
新任蝙蝠俠演員人選包括傑克·葛倫霍、傑克·休斯頓和基特·哈靈頓。2019年5月，報道稱羅伯·派汀森、尼可拉斯·霍特、艾米·漢默以及亞倫·強森均在蝙蝠俠的候選演員名單之列，派汀森最有望出演蝙蝠俠。霍特和派汀森進入最終的試鏡階段。導演麥特·李維斯花費很長時間觀看了兩人此前的作品。4月，李維斯分別與兩人見面。5月20日，兩人前往洛杉磯伯班克完成試鏡。派汀森在試鏡時身著1995年電影主演方·基默使用的蝙蝠裝。5月31日，羅伯·派汀森正式確認出演蝙蝠俠。羅伯·派汀森自出演《暮光之城》系列電影走紅之後，主要接拍小製作藝術電影，很少涉及商業電影。他與華納簽約出演蝙蝠俠，是由於對該角色並不擁有超能力的設定感興趣。里夫斯则在观看派汀森于2017年主演的《失速夜狂奔》后，认为派汀森对这个堕落危险的人物形象的演绎让他对其充满同情，“像极了动荡之中的蝙蝠俠”，且“充满了人物内心的易变性与黑暗面”，故决定启用其出演本片主角。在2005年至2012年的黑暗騎士三部曲中出演蝙蝠俠的克里斯汀·貝爾表示支持派汀森，鼓勵派汀森無視批評者的言論，「演出屬於自己的蝙蝠俠」。黑暗騎士三部曲的導演克里斯多福·諾蘭也為派汀森提出了建議，兩人此前曾合作影片。10月，派汀森在接受採訪時稱，他所飾演的蝙蝠俠有別於傳統漫畫書中的形象，該角色將會存在一些美中不足的缺陷，並表示影片中蝙蝠俠的聲音將借鑒與他在2019年電影《燈塔》中合作的演員威廉·達佛的聲音特點。11月，報道稱為準備拍攝，派汀森開始學習巴西柔術。他還為此鑒賞了以「超級英雄類型的真正戰士」為主角的影片，比如小勞勃·道尼、克里斯·伊凡、克里斯·漢斯沃以及巨石強森等主演的相關電影。
2019年7月，格雷格·弗萊瑟加入製作團隊，擔當影片攝影。9月，傑佛瑞·懷特和喬納·希爾與華納進入商談階段，前者有望出演詹姆斯·高登，後者可能出演謎語人或企鵝人。10月，傑佛瑞·懷特正式確定在影片中出演詹姆斯·高登。懷特在參與拍攝之前，閱讀了1996年至1997年發行的限定系列漫畫《蝙蝠俠：漫長的萬聖節》。喬納·希爾則退出與華納的談判。雙方未能達成合作，《好萊塢報導》記者鮑里斯·基特（Borys Kit）稱華納和喬納·希爾在具體出演哪個角色的問題上未能達成一致。但是依據《綜藝》雜誌記者賈斯汀·克羅爾（Justin Kroll）的消息，這是由於喬納·希爾提出了高達1000萬美元的片酬，是主演羅伯·派汀森的兩倍之多。10月14日，華納公佈選定柔伊·克拉維茲出演「貓女」瑟琳娜·凱爾，柔伊·克拉維茲此前曾在2017年《樂高蝙蝠俠電影》中為貓女配音。安娜·德哈瑪斯、艾拉·巴林斯卡、艾莎·岡薩雷、薩琪·畢茲和艾莉西亞·薇坎德參與了該角色的試鏡。10月16日，麥特森·湯姆林在個人推特上表示為影片執筆劇本。10月17日，保羅·迪諾確認出演謎語人。11月，安迪·瑟克斯、柯林·法洛和約翰·特托羅分別確定出演阿福·潘尼沃斯、「企鵝人」奧斯華·科波特和卡麥·法爾康尼，新人演員潔米·勞森亦將參與演出。12月，彼得·賽斯嘉加入劇組。

### 拍攝

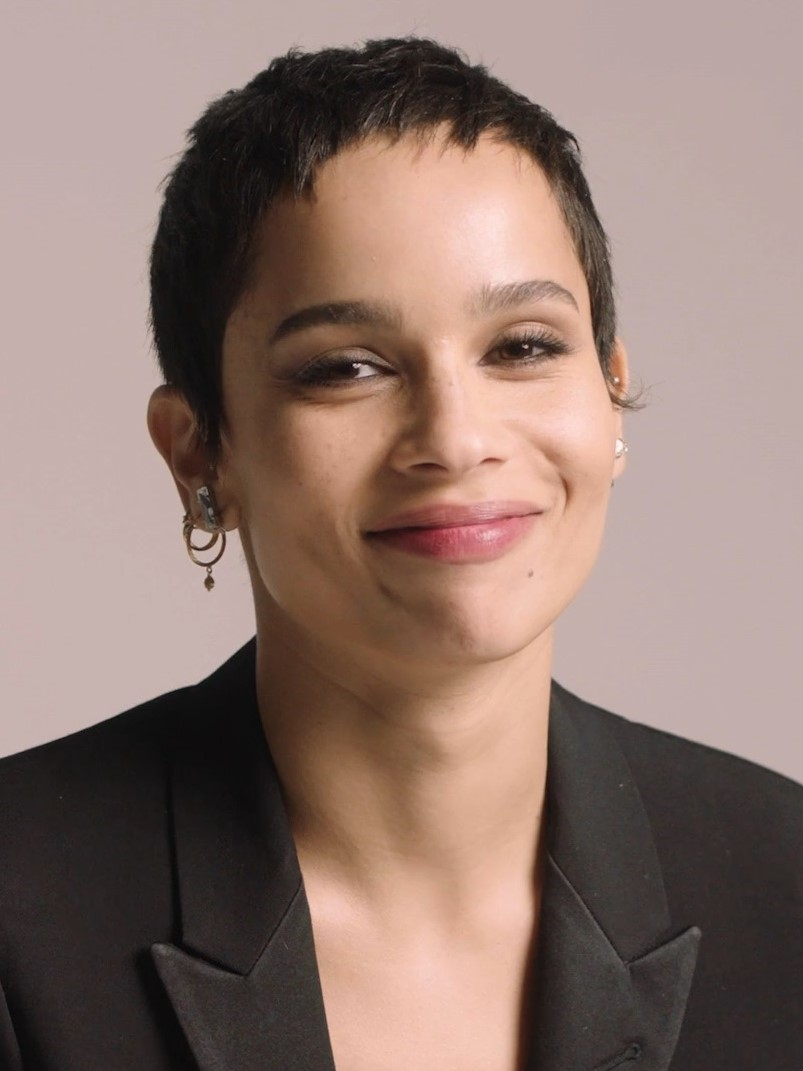
柔伊·克拉維茲出演「貓女」瑟琳娜·凱爾

2020年1月底，華納兄弟正式公佈選角名單。柔伊·克拉維茲表示她將借鑒1992年電影《蝙蝠俠大顯神威》中蜜雪兒·菲佛對貓女這一角色的演繹方式，並參考蝙蝠俠漫畫書中1987年的一個故事單元《蝙蝠俠：元年》。與充滿陽剛之氣的蝙蝠俠相比，貓女在影片中展現女性氣質。蝙蝠俠和貓女之所以能夠走到一起，是因為他們希望為「那些沒人在乎的人們而戰」。2月，吉爾·佩雷斯-亞伯拉罕（Gil Perez-Abraham）加入劇組。8月，釋出的預告片透露貝瑞·柯根參演電影，彼得·克雷格擔當共同編劇。格雷格·弗萊瑟擔當攝影指導，他此前曾與導演麥特·李維斯合作2010年電影《噬血童話》。
影片的主體拍攝於2020年1月在英格蘭的倫敦開機，拍攝時的工作標題為的「復仇使者」（Vengeance）。2月中旬，製作組在蘇格蘭格拉斯哥的格拉斯哥墓地取景拍攝。3月初，查理·卡維爾和馬克斯·卡維爾確認參與演出。同月，受2019冠狀病毒病疫情影響，製作組移至利物浦繼續拍攝。不同於其他影視製作公司紛紛停拍，起初華納兄弟決定繼續拍攝《蝙蝠俠》。3月14日，華納兄弟最終宣佈停拍兩週。
3月25日，導演麥特·李維斯宣佈劇組無限期停拍，直至達到安全標準的時候再繼續工作。3月31日，製作組的口條教練安德魯·傑克因罹患2019冠狀病毒病離世。《綜藝》雜誌預估2020年5月之前不可能再恢復拍攝，華納兄弟將會推遲影片的上映日期。4月，華納兄弟正式宣佈推遲上映時間至2021年10月1日。導演麥特·李維斯表示在停拍之前，大約已經完成四分之一的拍攝工作。他表示不會在疫情期間修改劇本，但是會利用這個空閒時間繼續探索影片的基調。5月11日，演員安迪·瑟克斯證實相比於此前的蝙蝠俠系列電影，這部影片在整體上具有更加黑暗的基調，並透露影片將探究阿爾弗萊德與布魯斯之間的情感聯繫。5月12日，英國政府表示，在能夠保障劇組演員和工作人員安全的前提下，可以恢復高成本電影和電視劇的製作，其中包括《蝙蝠俠》。製作組原計劃於7月在英格蘭重啟拍攝作業，演職人員須在工作區域附近隔離居住。
8月19日，報道稱重啟拍攝的時間推遲至9月初，劇組將在英格蘭赫特福德郡的華納兄弟利維斯登工作室重啟拍攝。9月3日，在利維斯登工作室恢復拍攝的三天之後，主演羅伯·派汀森確診感染2019冠狀病毒病，華納當即宣佈暫停拍攝。攝製組工作人員在完成為期兩週的隔離之後，拍攝作業繼續進行，同時繼續在利維斯登的片廠搭建佈景和道具。9月17日，派汀森康復之後，電影復拍。影片預計還需拍攝三個月，原計劃於2020年底完成拍攝。
10月初，影片的美國上映時間推遲至2022年3月4日。10月中旬，劇組在利物浦的聖喬治大廳拍攝，這裡被佈置成高譚市政廳。片場照顯示魯伯·潘瑞-瓊斯參演影片。隨後，劇組在利物浦的安菲爾德公墓、利物浦座堂以及皇家利物大廈的取景拍攝。盧卡斯影業的子公司光影魔幻工業參與製作，類似於在Disney+播出的《星際大戰》系列真人影集《曼達洛人》，該公司在英格蘭的片場搭建環狀LED螢幕牆面，為影片中特定的虛擬場景拍攝提供裝置和技術支持。此外，製作組還在芝加哥拍攝影片中的高譚市外景以及特技場景。10月底，主演柯林·法洛透露他將斷斷續續參與拍攝影片至2021年2月。主體拍攝於2021年3月13日殺青。

### 後期製作
2021年6月，康·奧尼爾確定參演影片。製作組計劃於7月中旬返回格拉斯哥墓地和商人城進行為期一週的補拍作業，在英格蘭的約克進行為期兩週的補拍作業，7月底完成拍攝。主演羅伯·派汀森和柯林·法洛參與補拍作業。丹·萊蒙擔當後期視覺特效主管，他此前在《人猿星球》系列電影中與導演麥特·李維斯合作。

## 音樂
2019年10月18日，麥可·吉亞奇諾確定將為影片作曲。10月底，吉亞奇諾宣佈已經創作完成影片的主題音樂。在通常的電影製作中，影片配樂是在最後完成。吉亞奇諾表示他提前完成的音樂可以用於影片的宣傳物料之中。李維斯接受採訪時表示，他和制片人克拉克在為派汀森試鏡之前，一同在車上听这首曲子，兩人都感到一股寒顫。
完整原声带于2022年2月25日正式发行，在之前曾释出三首单曲。电影主题曲作为第一支单曲在1月21日发行，谜语人和猫女的两支角色主题曲则先后于2月4日以及2月17日发行。
| 曲目列表 | 曲目列表                          | 曲目列表 |
| 曲序     | 曲目                              | 时长     |
| -------- | --------------------------------- | -------- |
| 1.       | Can't Fight City Halloween        | 4:04     |
| 2.       | Mayoral Ducting                   | 2:34     |
| 3.       | It's Raining Vengeance            | 4:31     |
| 4.       | Don't Be Voyeur with Me           | 2:38     |
| 5.       | Crossing the Feline               | 1:46     |
| 6.       | Gannika Girl                      | 2:30     |
| 7.       | Moving in for the Gil             | 4:23     |
| 8.       | Funeral and Far Between           | 1:45     |
| 9.       | Collar ID                         | 1:15     |
| 10.      | Escaped Crusader                  | 2:44     |
| 11.      | Penguin of Guilt                  | 3:44     |
| 12.      | Highway to the Anger Zone         | 5:19     |
| 13.      | World's Worst Translator          | 3:34     |
| 14.      | Riddles, Riddles Everywhere       | 1:54     |
| 15.      | Meow and You and Everyone We Know | 5:18     |
| 16.      | For All Your Pennyworth           | 2:38     |
| 17.      | Are You a Kenzie or a Can't-zie?  | 5:45     |
| 18.      | An Im-purr-fect Murder            | 3:48     |
| 19.      | The Great Pumpkin Pie             | 2:22     |
| 20.      | Hoarding School                   | 4:55     |
| 21.      | A Flood of Terrors                | 4:29     |
| 22.      | A Bat in the Rafters, Pt. 1       | 4:33     |
| 23.      | A Bat in the Rafters, Pt. 2       | 6:42     |
| 24.      | The Bat's True Calling            | 3:05     |
| 25.      | All's Well That Ends Farewell     | 2:41     |
| 26.      | The Batman                        | 6:47     |
| 27.      | The Riddler                       | 5:01     |
| 28.      | Catwoman                          | 3:03     |
| 29.      | Sonata in Darkness                | 12:11    |
| 总时长： | 总时长：                          | 1:55:59  |

## 市場營銷
2020年2月13日，導演麥特·李維斯發佈了動態的蝙蝠俠服裝設計圖，並且配有麥可·吉亞奇諾所作的主題音樂。這段時長一分鐘的先行宣傳短片引起廣泛討論。網站主筆克里斯·埃文格里斯塔（Chris Evangelista）認為與以往各版的蝙蝠俠均大不相同。《好萊塢報導》記者李察·紐比（Richard Newby）指出這套服裝在不少細節處致敬了前作。例如蝙蝠俠胸口的標誌類似於一把手槍，這可能與蝙蝠俠的父母遭遇槍殺有關。影片中的紅色主色調亦與此前的所有的蝙蝠俠改編作品不同。3月4日，麥特·李維斯釋出了影片中蝙蝠車的照片。
2020年8月20日，導演麥特·李維斯釋出電影片名的官方標誌以及為參加線上漫展DC粉絲圓頂所設計的先導宣傳海報。8月22日，華納釋出前導預告片。預告片的背景音樂結合了涅槃樂隊的1991年歌曲〈Something in the Way〉和麥可·吉亞奇諾的原創音樂。稱預告片「引爆互聯網」，彰顯其陰鬱冷峻的主基調。網站編輯亞當·奇特伍德（Adam Chitwood）讚揚預告片中所展現的蝙蝠俠世界給人耳目一新的感官體驗。的約翰·薩維德拉（John Saavedra）稱《蝙蝠俠》更像是一部偵探電影，而非獨立的超級英雄動作片。的亞歷克斯·阿巴德-桑托斯（Alex Abad-Santos）認為相比於當前的其他超級英雄電影，《蝙蝠俠》與2019年限制級電影《小丑》有著更多的相似之處。
2021年8月24日，導演麥特·李維斯和主演羅伯·派汀森在華納的討論會上宣傳影片，並釋出宣傳劇照。10月16日，麥特·李維斯、羅伯·派汀森和柔伊·克拉維茲在DC粉絲圓頂上釋出第二支預告片。

## 發行

### 影院上映
《蝙蝠俠》由華納兄弟發行，原計劃定於2021年6月25日在美國首映，包括RealD 3D、杜比影院和IMAX 3D版本。受2019冠狀病毒病疫情影響，上映時間被推遲至2021年10月1日。2020年10月，由於《沙丘》被推遲至2021年10月的檔期，《蝙蝠俠》的上映時間再次被推遲至2022年3月4日。该片因含有“极度暴力和令人不安的场面，以及涉毒内容、粗口和部分性暗示”被美国电影协会评为PG-13级。根據華納兄弟透露，《蝙蝠俠》將在2022年3月1日於全美國超過350間IMAX戲院進行DC影迷的首映。
海外市场方面，影片于2022年3月18日在中国大陆上映，成为继2020年的之后，第一部引进的DC漫改电影，也是在多部漫威电影无缘2021年档期的情况下第一部引进的超级英雄电影。另外，受俄乌局势影响，华纳兄弟在同年2月28日以“考虑到乌克兰的人道主义危机”为由宣布暂停在俄罗斯上映本片。

### 家庭媒體
2021年8月，華納宣佈《蝙蝠俠》在戲院上映的45天之後於HBO Max播出。

## 迴響

### 評價
电影收获了多数影评人的好评，其中称赞里夫斯的执导与叙事功力、演员的演技、视觉风格以及动作场面，但近三小时的片长则受到部分批评。爛番茄根據499條評論，持有85%的新鮮度，均分7.6／10，觀眾投票獲得87%的分數，均分4.4／5；共识评价：“《新蝙蝠侠》是一部冷酷、坚韧、扣人心弦的黑色超级英雄电影，也是黑暗骑士最凄凉——也是最令人激动且颇具雄心的——真人作品之一。”而基于另一影评网站Metacritic的68篇评论文章，平均分为72（满分100），代表“普遍好评”。PostTrak则显示观众给予总计87%好评（均分4.5／5）及71%的“绝对推荐”，另據CinemaScore進行的調查，觀眾的平均評價於A+至F間落於「A-」。。
本片被爛番茄評為2022年最佳漫畫改編電影第一名與年度最佳電影第五名。

### 票房
台灣
3月3日上映首日遇到全台大停電票房837.6萬新台幣。首周末票房4155.6萬登頂週末票房冠軍，上映四天票房4993.3萬。3月16日上映十四天全台票房破億。
北美

3月4日於美國上映首日票房5660萬美元，上映首周三天票房1億3400萬元，三月十二日全美票房破2億，3月20日票房破3億。 （页面存档备份，存于）
| 上一届： 《秘境探險》             | 2022年美國週末票房冠軍 第9-11週   | 下一届： 《失落謎城》                |
| 上一届： 《劇場版 咒術迴戰 0》    | 2022年台北週末票房冠軍 第10-11週  | 下一届： 《咒》                      |
| 上一届： 《長津湖之水門橋》       | 2022年中国内地一週票房冠军 第11週 | 下一届： 《月球隕落》                |
| 上一届： 《怪獸與鄧不利多的秘密》 | 2022年香港一週票房冠軍 第17週     | 下一届： 《奇異博士2：失控多重宇宙》 |
| 上一届： 《怪獸與鄧不利多的秘密》 | 2022年香港週末票房冠軍 第18週     | 下一届： 《奇異博士2：失控多元宇宙》 |

## 獎項
| 獎項           | 日期           | 類別                     | 入圍者                                                 | 結果 | 來源    |
| -------------- | -------------- | ------------------------ | ------------------------------------------------------ | ---- | ------- |
| 金預告片獎     | 2021年7月22日  | 最佳電影片頭Logo造型設計 | 華納兄弟                                               | 提名 | [ 223 ] |
| 金預告片獎     | 2021年7月22日  | 最佳預告片音效剪輯       | 華納兄弟                                               | 提名 | [ 223 ] |
| 金預告片獎     | 2021年7月22日  | 最佳預告片               | 華納兄弟                                               | 提名 | [ 223 ] |
| 土星獎         | 2022年10月25日 | 最佳漫畫電影             | 《蝙蝠俠》                                             | 提名 | [ 224 ] |
| 土星獎         | 2022年10月25日 | 最佳電影男主角           | 羅拔·柏迪臣                                            | 提名 | [ 224 ] |
| 土星獎         | 2022年10月25日 | 最佳電影女主角           | 素兒·卡維斯                                            | 提名 | [ 224 ] |
| 土星獎         | 2022年10月25日 | 最佳電影男配角           | 保羅·戴路                                              | 提名 | [ 224 ] |
| 土星獎         | 2022年10月25日 | 最佳電影男配角           | 哥連·費路                                              | 提名 | [ 224 ] |
| 土星獎         | 2022年10月25日 | 最佳電影導演             | 麥·李維斯                                              | 獲獎 | [ 224 ] |
| 土星獎         | 2022年10月25日 | 最佳電影編劇             | 麥·李維斯、彼得·克雷格                                 | 提名 | [ 224 ] |
| 土星獎         | 2022年10月25日 | 最佳電影配樂             | 米高·吉亞奇諾                                          | 提名 | [ 224 ] |
| 土星獎         | 2022年10月25日 | 最佳電影藝術指導         | 占士·欽倫德                                            | 提名 | [ 224 ] |
| 土星獎         | 2022年10月25日 | 最佳電影服裝設計         | 積琪蓮·黛雲、大衛·克羅斯曼、格林·狄龍                  | 獲獎 | [ 224 ] |
| 土星獎         | 2022年10月25日 | 最佳電影化妝             | 娜歐蜜·多恩、邁克·馬裡諾                               | 提名 | [ 224 ] |
| 格林美獎       | 2023年2月5日   | 最佳視覺媒體原聲配樂     | 米高·吉亞奇諾                                          | 提名 | [ 225 ] |
| 英國電影學院獎 | 2023年2月19日  | 最佳攝影                 | 格雷格·弗萊瑟                                          | 提名 | [ 226 ] |
| 英國電影學院獎 | 2023年2月19日  | 最佳美術設計             | 占士·欽倫德、李·桑戴爾斯                               | 提名 | [ 226 ] |
| 英國電影學院獎 | 2023年2月19日  | 最佳妝髮                 | 娜歐蜜·多恩、邁克·馬裡諾、柔伊·塔希爾                  | 提名 | [ 226 ] |
| 英國電影學院獎 | 2023年2月19日  | 最佳特殊視覺效果         | 羅素·厄爾、丹·萊蒙、安德斯·朗蘭茲、多明尼克·杜希       | 提名 | [ 226 ] |
| 奧斯卡金像獎   | 2023年3月12日  | 最佳音響                 | 史超域·威爾遜、威廉·費爾斯、道格拉斯·穆雷、安迪·尼爾森 | 提名 | [ 227 ] |
| 奧斯卡金像獎   | 2023年3月12日  | 最佳化妝與髮型設計       | 娜歐蜜·多恩、邁克·馬裡諾、麥克·方坦                    | 提名 | [ 227 ] |
| 奧斯卡金像獎   | 2023年3月12日  | 最佳視覺效果             | 羅素·厄爾、丹·萊蒙、安德斯·朗蘭茲、多明尼克·杜希       | 提名 | [ 227 ] |

## 未來計劃

### 續集電影
華納媒體計劃以電影《蝙蝠俠》為起點構建共享宇宙，《蝙蝠俠》同時開啟蝙蝠俠系列的新三部曲。2019年11月，《綜藝》雜誌報道稱影片的主要演員已與華納簽訂在未來DC電影中出演的合約。主演羅伯·派汀森和導演麥特·李維斯稱在續集中有望引入羅賓、日曆人、急凍人和緘默等角色以及秘密組織貓頭鷹法庭。2022年4月，華納正式確定開發續集電影，羅伯·派汀森回歸出演男主角「蝙蝠俠」布魯斯·韋恩，麥特·李維斯回歸擔當導演。2023年1月，宣佈續集定名為《蝙蝠俠2》（The Batman Part II），並定於2026年10月3日上映。

### 衍生影集

#### 《企鵝人》
2021年9月，HBO Max宣布開發第二部衍生影集，以「企鵝人」奧斯華·科波特為主角，故事主線類似於1983年電影《疤面煞星》，講述企鵝人的崛起經歷。迪倫·克拉克和李維斯擔當執行製片人，勞倫·勒弗朗克（Lauren LeFranc）擔當節目統籌。2021年12月，柯林·法洛確定回歸出演「企鵝人」奧斯華·科波特，法洛同時擔當執行製片人。2022年3月，導演李維斯透露以企鵝人為主角的影集是當前開發進度最快的《蝙蝠俠》衍生影集，故事延續《蝙蝠俠》中相關劇情。同月，HBO Max宣布預訂限定影集《企鵝人》（The Penguin）。

#### 未定名阿卡漢影集
2022年3月，導演李維斯稱正在籌備製作以阿卡漢精神病院為故事背景的衍生影集，探索影集中多個相關角色的起源故事。影集將呈現恐怖故事的整體基調，阿卡漢精神病院在劇中可以類比成鬼屋。

### 取消製作影集

#### 《高譚市警局影集》
2020年7月，HBO Max計劃以高譚市警局為中心開發一部警匪片類型的衍生影集，與電影《蝙蝠俠》設定於同一宇宙。影集由麥特·李維斯和泰倫斯·溫特開創並執筆編劇，將深入剖析高譚市的腐敗根源。李維斯、溫特與丹尼爾·皮斯基（Daniel Pipski）、亞當·卡桑（Adam Kassan）以及迪倫·克拉克擔當執行製片人。《好萊塢報導》稱目前尚不清楚傑佛瑞·懷特和羅伯·派汀森等演員是否在劇中出演相應角色。8月22日，導演麥特·李維斯透露影集設定為電影《蝙蝠俠》的前傳。11月，泰倫斯·溫特因創作分歧離開製作組，麥特·李維斯開始為劇集尋找新的節目統籌。2021年1月，喬·巴頓接替溫特成為節目統籌。2022年3月，導演李維斯表示該影集不再繼續開發。

## 資料來源
1. ↑  McClintock, Pamela. . The Hollywood Reporter. 2022-01-20  [2022-01-20]. （原始内容存档于2022-01-20） （美国英语）.
2. ↑  Mendelson, Scott. . Forbes. 2022-02-11  [2022-02-17]. （原始内容存档于2022-02-11） （美国英语）. They are allowing Matt Reeves' $185 million The Batman to exist outside of the DCEU and run 175 minutes.
3. ↑  Rubin, Rebecca. . Variety. 2022-02-28. （原始内容存档于2022-02-28） （美国英语）. The $200 million-budgeted The Batman is also one of the few Hollywood movies to secure a release date in China, which is currently the world’s most important moviegoing market.
4. ↑  . Box Office Mojo. IMDb.   [2022-04-12]. （原始内容存档于2022-02-27）.
5. . InCinemas SG.   [2025-02-20].
6. 1 2  Vary, Adam B. . Variety. 2020-08-22  [2020-08-23]. （原始内容存档于2020-08-23） （美国英语）.
7. ↑  Preston, Dominic. . Tech Advisor. 2022-02-28  [2022-03-02]. （原始内容存档于2022-03-02） （美国英语）.
8. 1 2  Vejvoda, Jim. . IGN. 2022-03-04  [2022-03-04]. （原始内容存档于2022-03-04） （美国英语）.
9. 1 2  Kit, Borys. . The Hollywood Reporter. 2019-06-04  [2019-07-25]. （原始内容存档于2019-07-06） （美国英语）.
10. 1 2 3  McNary, Dave. . Variety. 2019-05-31  [2019-05-31]. （原始内容存档于2019-05-31） （美国英语）.
11. ↑  Griffin, David. . IGN. 2019-10-17  [2019-10-18]. （原始内容存档于2019-10-18） （美国英语）.
12. ↑  Bonomolo, Cameron. . ComicBook.com. 2021-10-16  [2021-10-16]. （原始内容存档于2021-10-17） （美国英语）.
13. 1 2 3  Couch, Aaron. . The Hollywood Reporter. 2021-10-16  [2021-10-16]. （原始内容存档于2021-10-16） （美国英语）.
14. 1 2 3  Polo, Susana; Patches, Matt. . Polygon. 2020-08-22  [2020-08-23]. （原始内容存档于2020-08-23） （美国英语）.
15. 1 2 3 4  D'Alessandro, Anthony. . Deadline Hollywood. 2019-10-14  [2019-10-14]. （原始内容存档于2019-10-14） （美国英语）.
16. ↑  Fowler, Matt Fowler. . IGN. 2020-02-15  [2021-10-17]. （原始内容存档于2020-02-15） （美国英语）.
17. ↑  . Variety. 2022-03-01  [2022-03-02]. （原始内容存档于2022-03-01） –NBC News （美国英语）.
18. ↑  Dessem, Matthew. . Slate. 2020-08-23  [2020-08-28]. （原始内容存档于2020-08-28） （美国英语）.
19. ↑  Good, Owen S. . Polygon. 2020-08-24  [2020-08-28]. （原始内容存档于2020-08-25） （美国英语）.
20. ↑  Cecchini, Mike. . Den of Geek. 2020-08-24  [2020-08-28]. （原始内容存档于2020-08-28） （美国英语）.
21. 1 2  Chitwood, Adam. . Collider. 2020-08-22  [2020-08-23]. （原始内容存档于2020-08-23） （美国英语）.
22. ↑  Freeman, Molly. . Screen Rant. 2020-08-23  [2020-08-23]. （原始内容存档于2020-08-23） （美国英语）.
23. 1 2  Kit, Borys; Galuppo, Mia. . The Hollywood Reporter. 2019-09-23  [2019-09-23]. （原始内容存档于2019-09-23） （美国英语）.
24. 1 2 3  Kit, Borys. . The Hollywood Reporter. 2019-10-14  [2019-10-14]. （原始内容存档于2019-10-14） （美国英语）.
25. ↑  Hood, Cooper. . Screen Rant. 2019-09-23  [2019-10-14]. （原始内容存档于2019-09-24） （美国英语）.
26. 1 2  Couch, Aaron. . The Hollywood Reporter. 2019-11-22  [2019-11-22]. （原始内容存档于2019-11-22） （美国英语）.
27. 1 2 3  Marston, George. . Newsarama. 2020-01-28  [2020-01-28]. （原始内容存档于2020-01-29） （美国英语）.
28. ↑  Thomas, Millicent. . GamesRadar+. 2020-03-12  [2022-01-22]. （原始内容存档于2021-05-08） （美国英语）.
29. 1 2  Aguilar, Matthew. . Comicbook.com. 2019-11-13  [2019-11-13]. （原始内容存档于2019-11-14） （美国英语）.
30. ↑  Vejvoda, Jim. . IGN. 2020-01-23  [2020-01-23]. （原始内容存档于2020-01-23） （美国英语）.
31. ↑  Acuna, Kirsten. . Insider. 2020-08-23  [2020-08-23]. （原始内容存档于2020-08-23） （美国英语）.
32. 1 2  Lussier, Germain. . io9. 2019-11-11  [2019-11-12]. （原始内容存档于2019-11-12） （美国英语）.
33. ↑  Davids, Brian. . The Hollywood Reporter. 2020-11-21  [2020-11-23]. （原始内容存档于2020-11-21） （美国英语）.
34. ↑  Keane, Sean. . CNET. 2022-03-07  [2022-03-09]. （原始内容存档于2022-03-09） （美国英语）.
35. ↑  Martinez, Kiko. . Remezcla. 2022-02-22  [2022-03-03]. （原始内容存档于2022-03-06） （美国英语）.
36. 1 2  Perry, Spencer. . ComicBook.com. 2020-02-28  [2020-03-01]. （原始内容存档于2020-02-29） （美国英语）.
37. ↑  Allan, Scoot. . Comic Book Resources. 2022-03-11  [2022-03-14]. （原始内容存档于2022-03-12） （美国英语）.
38. ↑  Stolworthy, Jacob. . The Independent. 2020-08-25  [2020-10-12]. （原始内容存档于2020-10-12） （英国英语）.
39. ↑  Motes, Jax. . ScienceFiction.com. 2020-01-25  [2022-03-03]. （原始内容存档于2021-04-13） （美国英语）.
40. 1 2  White, Peter. . Deadline Hollywood. 2021-06-21  [2021-06-23]. （原始内容存档于2021-06-21） （美国英语）.
41. ↑  Molloy, Tim. . MovieMaker. 2022-01-19  [2022-01-19]. （原始内容存档于2022-01-20） （美国英语）.
42. ↑  Saavedra, John. . Den of Geek. 2022-02-14  [2022-02-15]. （原始内容存档于2022-02-15） （美国英语）.
43. 1 2  Gomez, Patrick. . The A.V. Club. 2020-03-03  [2020-03-03]. （原始内容存档于2020-03-04） （美国英语）.
44. ↑  Bonaime, Ross. . Collider. 2022-03-03  [2022-03-04]. （原始内容存档于2022-03-06） （美国英语）.
45. ↑  Otterson, Joe. . Variety. 2021-01-28  [2022-01-28]. （原始内容存档于2021-01-28） （美国英语）.
46. ↑  Perry, Spencer. . ComicBook.com. 2021-01-28  [2022-01-28]. （原始内容存档于2021-01-29） （美国英语）.
47. ↑  Chang, Justin. . Los Angeles Times. 2022-02-28  [2022-04-22]. （原始内容存档于2022-02-28） （美国英语）.
48. ↑  . Moviefone. 2022-03-04  [2022-04-12]. （原始内容存档于2022-04-12） （美国英语）.
49. ↑  Forward, Devon. . Looper.com. 2022-03-02  [2022-03-03]. （原始内容存档于2022-03-06） （美国英语）.
50. 1 2  Lesnick, Silas. . Comingsoon.net. 2017-02-10  [2017-02-11]. （原始内容存档于2017-02-11） （美国英语）.
51. 1 2  Bennett, Anita. . Deadline Hollywood. 2020-02-18  [2020-02-21]. （原始内容存档于2020-02-19） （美国英语）.
52. 1 2  Evans, Nick. . CinemaBlend. 2020-02-25  [2020-03-03]. （原始内容存档于2020-02-29） （美国英语）.
53. ↑  Child, Ben. . The Guardian. 2013-08-27  [2019-09-27]. （原始内容存档于2019-09-27） （美国英语）.
54. ↑  Itzkoff, Dave. . The New York Times. 2016-03-14  [2017-04-16]. （原始内容存档于2017-01-12） （美国英语）.
55. ↑  Berman, Eliza. . Time. 2016-08-05  [2017-08-21]. （原始内容存档于2017-07-26） （美国英语）.
56. ↑  Child, Ben. . The Guardian. 2017-11-01  [2017-12-13]. （原始内容存档于2017-12-14） （美国英语）.
57. ↑  Franich, Darren. . Entertainment Weekly. 2014-10-15  [2017-05-07]. （原始内容存档于2017-07-30） （美国英语）.
58. ↑  Kroll, Justin. . Variety. 2015-07-09  [2015-07-13]. （原始内容存档于2015-07-13） （美国英语）.
59. ↑  McMillan, Graeme. . The Hollywood Reporter. 2016-03-30  [2016-03-30]. （原始内容存档于2016-03-31） （美国英语）.
60. ↑  Siegel, Lucas. . Comic Book. 2016-04-12  [2016-04-13]. （原始内容存档于2016-04-15） （美国英语）.
61. ↑  McClintock, Pamela. . Twitter. 2016-04-12  [2016-07-27]. （原始内容存档于2018-11-29） （美国英语）.
62. ↑  Breznican, Anthony. . Entertainment Weekly. 2016-03-03  [2019-03-19]. （原始内容存档于2018-06-19） （美国英语）.
63. ↑  Schedeen, Jesse. . IGN. 2019-06-13  [2019-09-27]. （原始内容存档于2019-06-13） （美国英语）.
64. ↑  Geier, Thom; Doty, Meriah. . The Wrap. 2016-04-12  [2016-04-14]. （原始内容存档于2016-04-13） （美国英语）.
65. ↑  McClintock, Pamela. . The Hollywood Reporter. 2016-04-12  [2016-04-14]. （原始内容存档于2016-04-13） （美国英语）.
66. ↑  Moreton, Cole. . Daily Mail. 2016-05-28  [2019-02-17]. （原始内容存档于2017-12-03） （美国英语）. ‘I’m tied into The Batman at the minute
67. ↑  Denham, Jess. . Independent. 2016-08-01  [2019-03-19]. （原始内容存档于2019-02-08） （美国英语）.
68. ↑  Fritz, Ben. .   [2019-03-19]. （原始内容存档于2017-06-16） （美国英语）.
69. ↑  . Extra. 2016-09-30  [2016-10-01]. （原始内容存档于2016-10-17） （美国英语）.
70. ↑  . Entertainment Weekly. 2016-10-03  [2016-10-04]. （原始内容存档于2016-10-04） （美国英语）.
71. ↑  . 2016-10-07  [2019-03-19]. （原始内容存档于2016-10-08） （美国英语）.
72. ↑  . ET Online. 2016-10-17  [2019-03-19]. （原始内容存档于2016-10-18） （美国英语）.
73. ↑  . Variety. 2016-10-27  [2019-03-19]. （原始内容存档于2016-10-28） （美国英语）.
74. ↑  Lang, Brent. . Variety. 2016-12-14  [2016-12-14]. （原始内容存档于2016-12-14） （美国英语）.
75. ↑  Jimmy Kimmel Live. . 2017-01-10  [2019-03-19]. （原始内容存档于2017-10-07） –YouTube （美国英语）.
76. ↑  Golderberg, Matt. . Collider. 2017-01-30  [2017-01-31]. （原始内容存档于2018-10-05） （美国英语）.
77. ↑  Palmer, Martyn. . The Guardian. 2017-01-01  [2019-09-27]. （原始内容存档于2017-01-01） （美国英语）.
78. ↑  Kroll, Justin. . Variety. 2017-01-30  [2017-01-31]. （原始内容存档于2017-01-31） （美国英语）.
79. ↑  Kroll, Justin. . Variety. 2017-01-30  [2017-01-31]. （原始内容存档于2017-01-31） （美国英语）.
80. ↑  Kit, Borys. . The Hollywood Reporter. 2017-02-10  [2020-01-07]. （原始内容存档于2020-01-09） （美国英语）.
81. ↑  Fleming Jr., Mike. . Deadline Hollywood. 2017-01-30  [2017-02-01]. （原始内容存档于2017-01-31） （美国英语）.
82. ↑  . Digital Spy. 2016-12-31  [2017-02-13]. （原始内容存档于2017-02-23） （美国英语）.
83. ↑  .   [2017-02-11]. （原始内容存档于2017-02-11） （美国英语）.
84. ↑  .   [2017-02-18]. （原始内容存档于2017-02-18） （美国英语）.
85. ↑  . Deadline.com. 2017-02-23  [2017-02-23]. （原始内容存档于2017-02-23） （美国英语）.
86. ↑  .   [2019-03-19]. （原始内容存档于2018-11-29） （美国英语）.
87. ↑  . Collider.com. 2017-03-17  [2017-07-06]. （原始内容存档于2017-07-19） （美国英语）.
88. ↑  Ramey, Bill "Jett". . Batman On Film. 2017-08-23  [2017-08-24]. （原始内容存档于2017-08-26） （美国英语）.
89. ↑  Perry, Spencer. . ComingSoon.net. 2017-08-24  [2017-08-25]. （原始内容存档于2017-08-26） （美国英语）.
90. ↑  D'Alessandro, Anthony. . Deadline. 2018-08-02  [2018-08-03]. （原始内容存档于2018-08-07） （美国英语）.
91. ↑  Galuppo, Mia; Kit, Borys. . The Hollywood Reporter. 2019-05-16  [2019-07-25]. （原始内容存档于2019-05-17） （美国英语）.
92. ↑  . Production List.   [2020-06-16]. （原始内容存档于2020-06-16） （美国英语）.
93. ↑  Fleming Jr., Mike. . Deadline Hollywood. 2015-07-09  [2015-07-10]. （原始内容存档于2015-07-10） （美国英语）.
94. ↑  . 2016-06-01  [2016-07-12]. （原始内容存档于2016-07-06） （美国英语）.
95. ↑  Goldberg, Matt. . Collider. 2019-07-31  [2019-09-27]. （原始内容存档于2019-07-31） （美国英语）.
96. ↑  Alter, Ethan. . Yahoo! Entertainment. 2020-12-08  [2020-12-08]. （原始内容存档于2020-12-08） （美国英语）.
97. ↑  Goldberg, Matt. . Collider. 2021-03-19  [2021-04-01]. （原始内容存档于2021-03-23） （美国英语）.
98. ↑  Edwards, Molly. . GamesRadar+. 2021-03-22  [2021-04-15]. （原始内容存档于2021-04-19） （美国英语）.
99. 1 2  Shanley, Patrick. . The Hollywood Reporter. 2017-07-12  [2017-07-12]. （原始内容存档于2020-07-31） （美国英语）.
100. ↑  . The Hollywood Reporter.   [2019-01-31]. （原始内容存档于2019-09-24） （美国英语）.
101. ↑  .   [2018-10-04]. （原始内容存档于2018-06-13） （美国英语）.
102. ↑  Hughes, Mark. . Forbes. 2019-01-17  [2019-01-31]. （原始内容存档于2019-01-17） （美国英语）.
103. ↑  Goldberg, Lesley. . The Hollywood Reporter. 2019-01-30  [2019-01-31]. （原始内容存档于2019-01-31） （美国英语）.
104. 1 2 3  Topel, Fred. . SlashFilm. 2018-08-02  [2018-08-09]. （原始内容存档于2018-08-03） （美国英语）.
105. ↑  McMillan, Graeme. . The Hollywood Reporter. 2017-06-27  [2017-06-27]. （原始内容存档于2017-06-28） （美国英语）.
106. ↑  Giroux, Jack. . /Film. 2017-06-21  [2017-12-07]. （原始内容存档于2017-06-22） （美国英语）.
107. 1 2  Whitbrook, James. . io9. 2020-08-26  [2020-08-28]. （原始内容存档于2020-08-27） （美国英语）.
108. ↑  Ryan. . TalkComic. 2020-08-26  [2020-08-28]. （原始内容存档于2020-10-17） （中文（臺灣））.
109. 1 2  Bui, Hoai-Tran. . /Film. 2020-08-24  [2020-08-24]. （原始内容存档于2020-08-24） （美国英语）.
110. ↑  法新社. . Yahoo!. 2020-08-23  [2020-08-24]. （原始内容存档于2023-04-19） （中文（臺灣））.
111. ↑  Swainn, Erik. . Cinemablend. 2020-08-22  [2020-08-23]. （原始内容存档于2020-08-24） （美国英语）.
112. ↑  Liu, Narayan. . CBR. 2020-08-22  [2020-08-23]. （原始内容存档于2020-08-23） （美国英语）.
113. ↑  Couch, Aaron; Kit, Borys. . The Hollywood Reporter. 2021-04-01  [2021-04-02]. （原始内容存档于2021-04-02） （美国英语）.
114. ↑  Masters, Kim. . The Hollywood Reporter. 2017-07-21  [2017-07-22]. （原始内容存档于2017-07-21） （美国英语）.
115. ↑  Clark, Travis. . Business Insider. 2018-08-23  [2018-08-23]. （原始内容存档于2018-08-23） （美国英语）.
116. ↑  D'Alessandro, Anthony. . Deadline Hollywood. 2019-01-30  [2019-01-30]. （原始内容存档于2019-01-31） （美国英语）.
117. ↑  Agar, Chris. . ScreenRant. 2018-08-09  [2018-08-25]. （原始内容存档于2018-08-11） （美国英语）.
118. ↑  Melrose, Kevin. . Comic Book Resources. 2018-08-09  [2018-08-11]. （原始内容存档于2018-08-10） （美国英语）.
119. ↑  Zachary, Brandon. . Comic Book Resources. 2018-09-11  [2018-09-11]. （原始内容存档于2018-11-29） （美国英语）.
120. ↑  Fleming Jr, Mike. . Deadline. 2019-05-16  [2019-05-17]. （原始内容存档于2019-05-17） （美国英语）.
121. ↑  Kroll, Justin. . Variety. 2019-05-16  [2019-05-17]. （原始内容存档于2019-05-17） （美国英语）.
122. ↑  Galuppo, Mia. . hollywood reporter. 2019-05-16  [2019-05-17]. （原始内容存档于2019-05-17） （美国英语）.
123. 1 2  Kit, Borys. . The Hollywood Reporter. 2019-06-04  [2019-10-18]. （原始内容存档于2019-06-04） （美国英语）.
124. ↑  Fleming Jr., Mike. . Deadline Hollywood. 2019-05-31  [2019-07-25]. （原始内容存档于2019-05-31） （美国英语）.
125. ↑  Desta, Yohana. . Vanity Fair. 2019-09-03  [2019-09-27]. （原始内容存档于2020-06-25） （美国英语）.
126. ↑  许文婷. . 环球银幕 (中国电影出版社有限公司). 2021-03-01, (418): 26. ISSN 1673-9825 （中文（中国大陆））.
127. ↑  Variety staff. . Variety. 2019-09-10  [2019-09-29]. （原始内容存档于2019-09-29） （美国英语）.
128. ↑  Stolworthy, Jacob. . The Independent. 2019-09-22  [2019-09-29]. （原始内容存档于2019-09-29） （英国英语）.
129. ↑  Alter, Ethan. . Yahoo! News. 2019-10-18  [2019-10-18]. （原始内容存档于2019-10-18） （美国英语）.
130. ↑  Griffin, David. . IGN. 2019-10-17  [2019-10-18]. （原始内容存档于2019-10-18） （美国英语）.
131. ↑  Chitwood, Adam. . Collider. 2019-10-23  [2019-10-23]. （原始内容存档于2019-10-24） （美国英语）.
132. ↑  El-Mahmoud, Sarah. . CinemaBlend. 2019-11-05  [2019-11-06]. （原始内容存档于2019-11-07） （美国英语）.
133. ↑  Wakeman, Gregory. . Yahoo! Entertainment. 2020-06-20  [2020-06-22]. （原始内容存档于2020-06-24） （美国英语）.
134. ↑  Dumaraog, Ana. . ScreenRant. 2020-06-18  [2020-07-06]. （原始内容存档于2020-07-03） （美国英语）.
135. 1 2  Giardina, Carolyn. . The Hollywood Reporter. 2019-07-24  [2019-07-24]. （原始内容存档于2019-07-24） （美国英语）.
136. 1 2  Kit, Borys. . The Hollywood Reporter. 2019-09-23  [2019-09-23]. （原始内容存档于2019-09-23） （美国英语）.
137. ↑  Bui, Hoai-Tran. . /Film. 2020-03-12  [2021-05-10]. （原始内容存档于2020-04-15） （美国英语）.
138. ↑  D'Alessandro, Anthony. . Deadline Hollywood. 2019-10-16  [2019-10-16]. （原始内容存档于2019-10-16） （美国英语）.
139. ↑  Evans, Nick. . CinemaBlend. 2019-09-25  [2019-10-17]. （原始内容存档于2019-10-17） （美国英语）.
140. 1 2 3  Thorne, Will. . Variety. 2020-01-17  [2020-01-21]. （原始内容存档于2020-01-21） （美国英语）.
141. ↑  Mattson Tomlin [@mattsontomlin].  (推文). 2019-10-17  [2019-10-19] –Twitter （美国英语）.
142. ↑  Kit, Borys; Couch, Aaron. . The Hollywood Reporter. 2019-10-17  [2019-10-17]. （原始内容存档于2019-10-17） （美国英语）.
143. ↑  Fleming Jr., Mike. . Deadline Hollywood. 2019-11-05  [2019-11-05]. （原始内容存档于2019-11-05） （美国英语）.
144. ↑  Couch, Aaron; Kit, Borys. . The Hollywood Reporter. 2019-12-06  [2019-12-06]. （原始内容存档于2019-12-06） （美国英语）.
145. ↑  Holmes, Adam. . CinemaBlend. 2020-06-19  [2020-06-19]. （原始内容存档于2020-06-20） （美国英语）.
146. ↑  Chichizola, Corey. . CinemaBlend. 2021-05-05  [2021-05-06]. （原始内容存档于2021-05-05） （美国英语）.
147. ↑  . Warner Bros. Pictures. 2020-08-22  [2020-08-22]. （原始内容存档于2020-08-23） –YouTube （美国英语）.
148. ↑  Pearson, Ben. . /Film. 2020-01-06  [2020-01-07]. （原始内容存档于2020-01-07） （美国英语）.
149. ↑  Ross, Diandra. . Screen Rant. 2020-01-05  [2020-01-06]. （原始内容存档于2020-01-06） （美国英语）.
150. ↑  Oller, Jacob. . Syfy Wire. 2020-01-06  [2020-01-06]. （原始内容存档于2020-01-06） （美国英语）.
151. ↑  Flood, Alex. . NME. 2020-02-22  [2020-03-03]. （原始内容存档于2020-03-04） （美国英语）.
152. ↑  Oller, Jacob. . Syfy Wire. 2020-02-21  [2020-02-21]. （原始内容存档于2020-02-22） （美国英语）.
153. 1 2  D'Alessandro, Anthony. . Deadline Hollywood. 2020-03-14  [2020-03-14]. （原始内容存档于2020-03-14） （美国英语）.
154. ↑  Flaherty, Jess. . Liverpool Echo. 2020-03-11  [2020-03-13]. （原始内容存档于2020-03-12） （美国英语）.
155. ↑  Anderton, Ethan. . /Film. 2020-03-13  [2020-03-14]. （原始内容存档于2020-03-14） （美国英语）.
156. ↑  Holmes, Adam. . CinemaBlend. 2020-03-13  [2020-03-14]. （原始内容存档于2020-03-14） （美国英语）.
157. ↑  Perry, Spencer. . ComicBook.com. 2020-03-25  [2020-03-26]. （原始内容存档于2020-03-27） （美国英语）.
158. ↑  Sharf, Zack. . IndieWire. 2020-04-14  [2020-04-21]. （原始内容存档于2020-04-21） （美国英语）.
159. ↑  Picheta, Rob. . CNN. 2020-04-01  [2020-04-21]. （原始内容存档于2020-04-21） （美国英语）.
160. ↑  Kroll, Justin; Lang, Brent. . Variety. 2020-03-26  [2020-03-27]. （原始内容存档于2020-03-26） （美国英语）.
161. 1 2  D'Alessandro, Anthony. . Deadline Hollywood. 2020-04-20  [2020-04-20]. （原始内容存档于2020-04-20） （美国英语）.
162. ↑  D'Alessandro, Anthony. . Deadline Hollywood. 2020-04-09  [2020-04-11]. （原始内容存档于2020-04-12） （美国英语）.
163. ↑  Fowler, Matt. . IGN. 2020-05-11  [2020-05-11]. （原始内容存档于2020-05-10） （美国英语）.
164. ↑  Kanter, Jake. . Deadline Hollywood. 2020-05-12  [2020-05-13]. （原始内容存档于2020-05-07） （美国英语）.
165. ↑  Sweney, Mark. . The Guardian. 2020-06-01  [2020-06-01]. （原始内容存档于2020-05-07） （英国英语）.
166. ↑  Fuster, Jeremy. . TheWrap. 2020-07-05  [2020-07-06]. （原始内容存档于2020-07-06） （美国英语）.
167. ↑  Lang, Brent; Lang, Brent. . Variety. 2020-08-19  [2020-08-19]. （原始内容存档于2020-08-22） （美国英语）.
168. ↑  Breznican, Anthony. . Vanity Fair. 2020-09-03  [2020-09-03]. （原始内容存档于2020-09-03） （美国英语）.
169. ↑  D'Alessandro, Anthony. . Deadline Hollywood. 2020-09-03  [2020-09-03]. （原始内容存档于2020-09-03） （美国英语）.
170. ↑  Ramachandran, Naman. . Variety. 2020-09-04  [2020-09-04]. （原始内容存档于2020-09-04） （美国英语）.
171. ↑  Lang, Brent; B. Vary, Adam. . Variety. 2020-09-17  [2020-09-17]. （原始内容存档于2020-09-17） （美国英语）.
172. ↑  Rubin, Rebecca. . Variety. 2020-09-03  [2020-09-03]. （原始内容存档于2020-09-03） （美国英语）.
173. 1 2  Chitwood, Adam. . Collider. 2020-10-05  [2020-10-06]. （原始内容存档于2020-10-06） （美国英语）.
174. ↑  Arnold, Ben. . Yahoo! Movies UK. 2020-10-12  [2020-10-13]. （原始内容存档于2020-10-13） （英国英语）.
175. ↑  Dumaraog, Ana. . Screen Rant. 2020-10-15  [2020-10-15]. （原始内容存档于2020-10-15） （美国英语）.
176. ↑  . Evening Express (新闻稿). Press Association.   [2020-10-15]. （原始内容存档于2020-10-15） （英国英语）.
177. ↑  Giardina, Carolyn. . The Hollywood Reporter. 2020-10-19  [2020-10-19]. （原始内容存档于2020-10-19） （美国英语）.
178. ↑  Chitwood, Adam. . Collider. 2020-10-19  [2020-10-23]. （原始内容存档于2020-10-23） （美国英语）.
179. ↑  Swartz, Tracy. . Chicago Times. 2020-09-25  [2020-09-27]. （原始内容存档于2020-09-27） （美国英语）.
180. ↑  Wetli, Patty. . WTTW. 2020-10-19  [2020-10-23]. （原始内容存档于2020-10-23） （美国英语）.
181. ↑  Guttmann, Graeme. . Screen Rant. 2020-10-21  [2020-11-05]. （原始内容存档于2020-10-29） （美国英语）.
182. ↑  Kay, Jeremy. . screendaily. 2021-01-27  [2021-01-31]. （原始内容存档于2021-01-30） （美国英语）.
183. ↑  Reeves, Matt [@mattreevesLA].  (推文). 2021-03-13  [2021-03-13]. （原始内容存档于2021-03-13） –Twitter （美国英语）.
184. ↑  Wilson, Charlene. . Daily Record. 2021-06-20  [2021-06-27]. （原始内容存档于2021-06-20） （美国英语）.
185. ↑  Davids, Brian. . The Hollywood Reporter. 2021-10-01  [2021-10-21]. （原始内容存档于2021-10-01） （美国英语）.
186. ↑  Couch, Aaron. . The Hollywood Reporter. 2019-10-18  [2019-10-19]. （原始内容存档于2019-10-19） （美国英语）.
187. ↑  Anderton, Ethan. . /Film: 2. 2019-10-25  [2019-10-25]. （原始内容存档于2019-10-26） （美国英语）.
188. ↑  Foutch, Haleigh. . Collider. 2020-03-20  [2020-03-26]. （原始内容存档于2020-03-21） （美国英语）.
189. ↑  . ScreenRant. 2022-01-21  [2022-02-04]. （原始内容存档于2022-06-10） （美国英语）.
190. ↑  . Film Music Reporter. 2022-02-24  [2022-02-24]. （原始内容存档于2022-02-24） （美国英语）.
191. ↑  Knoop, Joseph. . IGN. 2022-01-21  [2022-01-21]. （原始内容存档于2022-01-21） （美国英语）.
192. ↑  Romanchick, Shane. . Collider. 2022-02-01  [2022-02-04]. （原始内容存档于2022-02-01） （美国英语）.
193. ↑  . Film Music Reporter. 2022-02-17  [2022-02-19]. （原始内容存档于2022-02-18） （美国英语）.
194. ↑  Vary, Adam B. . Variety. 2020-02-13  [2020-02-13]. （原始内容存档于2020-02-14） （美国英语）.
195. 1 2  Boucher, Geoff. . Deadline Hollywood. 2020-02-13  [2020-03-03]. （原始内容存档于2020-02-14） （美国英语）.
196. 1 2 3  Newby, Richard. . The Hollywood Reporter. 2020-02-14  [2020-03-03]. （原始内容存档于2020-02-15） （美国英语）.
197. ↑  Evangelista, Chris. . /Film. 2020-02-13  [2020-03-03]. （原始内容存档于2020-02-14） （美国英语）.
198. ↑  Ramos, Dino-Ray. . Deadline Hollywood. 2020-03-04  [2020-03-04]. （原始内容存档于2020-03-04） （美国英语）.
199. ↑  Fernandez, Alexia. . 人物. 2020-08-20  [2020-08-20]. （原始内容存档于2020-08-21） （美国英语）.
200. ↑  Alexander, Julia. . The Verge. 2020-08-22  [2020-08-23]. （原始内容存档于2020-08-23） （美国英语）.
201. ↑  Nattress, Katrina. . Spin. 2020-08-23  [2021-02-24]. （原始内容存档于2020-08-24） （美国英语）.
202. ↑  Burton, Bonnie; Bisset, Jennifer. . CNET. 2020-08-25  [2020-08-27]. （原始内容存档于2020-08-27） （美国英语）.
203. ↑  Chitwood, Adam. . Collider. 2020-08-26  [2020-08-27]. （原始内容存档于2020-08-27） （美国英语）.
204. ↑  Saavedra, John. . The Ringer. 2020-08-23  [2021-02-24]. （原始内容存档于2020-08-23） （美国英语）.
205. ↑  Abad-Santos, Alex. . Vox. 2020-08-24  [2021-02-24]. （原始内容存档于2020-08-25） （美国英语）.
206. ↑  Couch, Aaron; Giardina, Carolina. . The Hollywood Reporter. 2021-08-25  [2021-08-26]. （原始内容存档于2021-08-25） （美国英语）.
207. ↑  Couch, Aaron; McClintock, Pamela. . The Hollywood Reporter. 2019-01-30  [2019-01-30]. （原始内容存档于2019-01-31） （美国英语）.
208. ↑  Rubin, Rebecca. . Variety. 2022-01-12  [2022-01-13]. （原始内容存档于2022-01-12） （美国英语）.
209. ↑  McClintock, Pamela. . The Hollywood Reporter. 2022-02-09  [2022-02-10]. （原始内容存档于2022-06-14） （美国英语）.
210. ↑  Fuster, Jeremy. . TheWrap. 2022-02-17  [2022-03-01]. （原始内容存档于2022-03-01）.
211. ↑  Tartaglione, Nancy. . Deadline. 2022-02-17  [2022-02-18]. （原始内容存档于2022-06-02） （美国英语）.
212. ↑  . The Hollywood Reporter. 2022-02-28  [2022-03-02]. （原始内容存档于2022-03-01）.
213. ↑  Seddon, Gem. . GamesRadar+. 2021-08-10  [2021-12-03]. （原始内容存档于2021-08-10） （美国英语）.
214. ↑  . Rotten Tomatoes. 2022-02-28  [2022-03-01]. （原始内容存档于2022-03-01）.
215. ↑  Sharf, Zach. . Variety. 2022-02-28  [2022-03-01]. （原始内容存档于2022-03-01）.
216. ↑  . Pinkvilla. 2022-03-04  [2022-03-04]. （原始内容存档于2022-06-14）.
217. ↑  . The Quint. 2022-03-04  [2022-03-04]. （原始内容存档于2022-06-12）.
218. ↑  . Rotten Tomatoes. Fandango Media.   [2022-04-01].
219. ↑  . Metacritic. Red Ventures.   [2022-04-01].
220. ↑  D'Alessandro, Anthony. . Deadline Hollywood. 2022-03-05  [2022-03-06]. （原始内容存档于2022-03-04）.
221. ↑  . 爛蕃茄. 2023-01-13  [2023-01-13]. 原始内容存档于2023-03-14 （英语）.
222. ↑  . 爛蕃茄. 2023-01-13  [2023-01-13]. 原始内容存档于2023-06-07 （英语）.
223. ↑  Crist, Allison. . The Hollywood Reporter. 2021-07-06  [2021-07-09]. （原始内容存档于2021-07-06） （美国英语）.
224. ↑  Simons, Dean. . The Beat. 2022-10-27  [2023-05-22]. （原始内容存档于2022-10-27） （美国英语）.
225. ↑  . www.grammy.com.   [2023-05-22]. （原始内容存档于2023-03-12）.
226. ↑  . www.bafta.org. 2023-01-19  [2023-05-22]. （原始内容存档于2023-02-27） （英语）.
227. ↑  . www.oscars.org.   [2023-05-22]. （原始内容存档于2023-06-29） （英语）.
228. 1 2  Otterson, Joe. . Variety. 2021-09-13  [2021-09-17]. （原始内容存档于2021-09-13） （美国英语）.
229. ↑  Fleming Jr., Mike. . Deadline Hollywood. 2019-05-31  [2019-07-25]. （原始内容存档于2019-07-25） （美国英语）.
230. ↑  Lang, Brent; Kroll, Justin. . Variety. 2019-11-26  [2019-11-26]. （原始内容存档于2019-11-26） （美国英语）.
231. ↑  續集電影中可能出現的反派角色：
  - Saavedra, John. . Den of Geek. 2022-02-14  [2022-02-14]. （原始内容存档于2022-02-14） （美国英语）.
  - King, Jack. . Collider. 2022-02-15  [2022-02-15]. （原始内容存档于2022-02-15） （美国英语）.
  - King, Jack. . Collider. 2022-02-15  [2022-02-21]. （原始内容存档于2022-02-15） （美国英语）.
  - Hermanns, Grant. . Screen Rant. 2022-03-07  [2022-03-08]. （原始内容存档于2022-03-07） （美国英语）.
232. ↑  Rubin, Rebecca. . Variety. 2022-04-26  [2022-04-26]. （原始内容存档于2022-04-26） （美国英语）.
233. ↑  Parker, Ryan; McClintock, Pamela. . The Hollywood Reporter. 2022-04-26  [2022-04-26]. （原始内容存档于2022-04-26） （美国英语）.
234. ↑  Kit, Borys. . The Hollywood Reporter. 2023-01-31  [2023-01-31]. （原始内容存档于2023-01-31） （美国英语）.
235. 1 2  D'Alessandro, Anthony; Patten, Dominic. . Deadline Hollywood. 2022-03-03  [2022-03-08]. （原始内容存档于2022-03-04） （美国英语）.
236. ↑  White, Peter. . Deadline Hollywood. 2021-09-13  [2021-09-20]. （原始内容存档于2021-09-13） （美国英语）.
237. ↑  Otterson, Joe. . Variety. 2021-12-06  [2021-12-06]. （原始内容存档于2021-12-06） （美国英语）.
238. ↑  Vary, Adam B. . Variety. 2022-03-02  [2022-03-02]. （原始内容存档于2022-03-02） （美国英语）.
239. ↑  D'Alessandro, Anthony. . Deadline Hollywood. 2022-03-09  [2022-03-09]. （原始内容存档于2022-03-09） （美国英语）.
240. 1 2  Sharf, Zack. . Variety. 2022-03-07  [2022-03-08]. （原始内容存档于2022-03-08） （美国英语）.
241. ↑  Evangelista, Chris. . /Film. 2020-07-10  [2020-07-11]. （原始内容存档于2020-07-11） （美国英语）.
242. ↑  Kiefer, Halle. . Vulture. 2020-07-10  [2020-07-10]. （原始内容存档于2020-07-11） （美国英语）.
243. ↑  Otterson, Joe. . Variety. 2020-07-10  [2020-07-11]. （原始内容存档于2020-07-11） （美国英语）.
244. ↑  Kit, Borys. . The Hollywood Reporter. 2020-07-10  [2020-07-10]. （原始内容存档于2020-07-10） （美国英语）.
245. ↑  D'Alessandro, Anthony. . Deadline Hollywood. 2020-08-22  [2020-08-23]. （原始内容存档于2020-08-23） （美国英语）.
246. ↑  Goldberg, Lesley; Kit, Borys. . The Hollywood Reporter. 2020-11-17  [2020-11-17]. （原始内容存档于2020-11-17） （美国英语）.
247. ↑  Otterson, Joe. . Variety. 2021-01-11  [2021-01-11]. （原始内容存档于2021-01-13） （美国英语）.

## 外部連結
- 官方网站
- 互联网电影数据库（IMDb）上《蝙蝠俠》的资料（英文）